# Kernberglauf

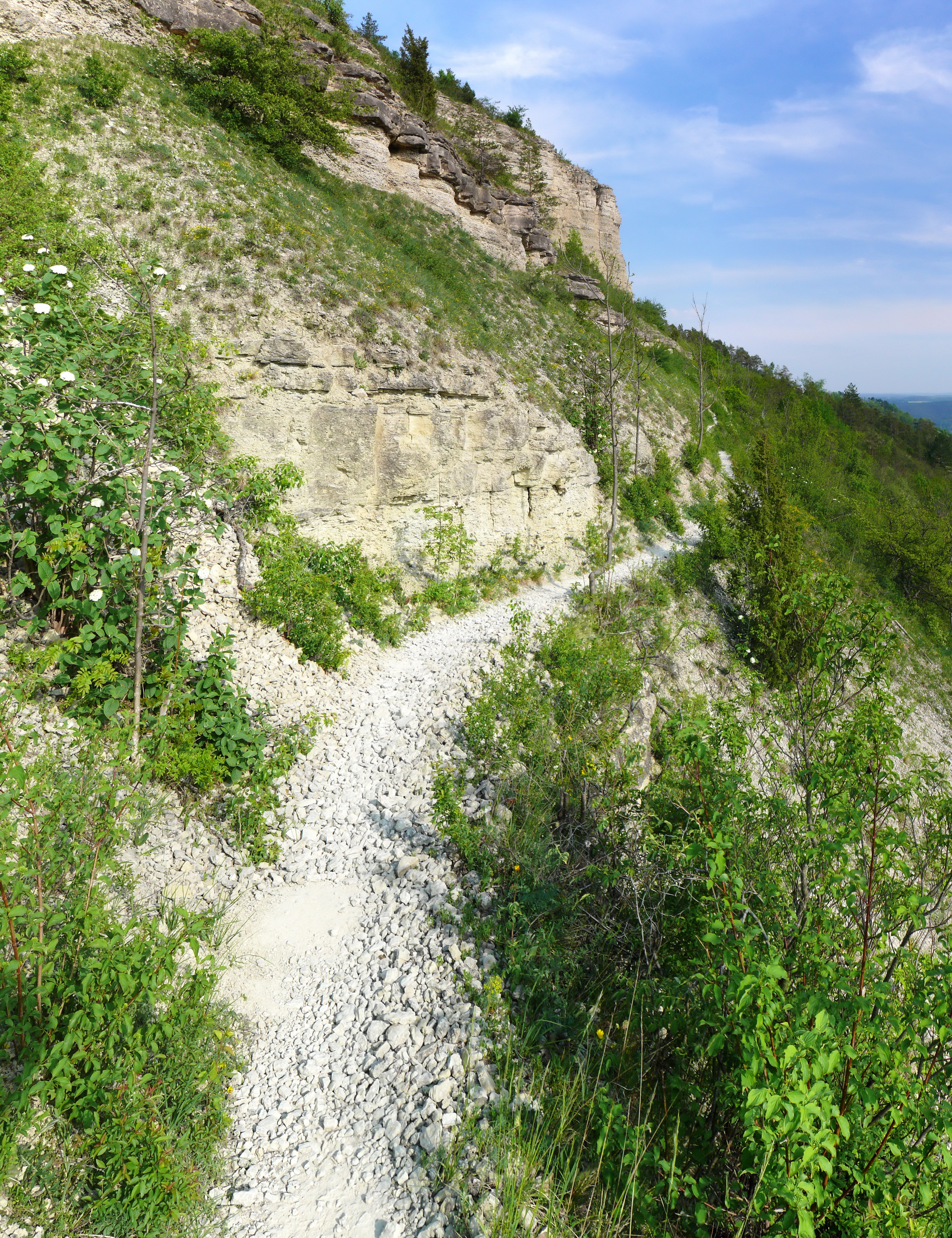
Der Kernberglauf ist geprägt von schmalen Naturpfadabschnitten.

Der Kernberglauf ist ein Volkslauf in den Kernbergen im Osten der Stadt Jena mit zwei Hauptläufen über 15 und 27 km. Die 1997 für den Nachwuchs gedachte kürzere Strecke (4–5 km) wird seit 2006 als Jedermannlauf angeboten.
1975 trafen sich Studenten auf dem Kernberg, um für den Rennsteiglauf zu trainieren. Mit dem Treffen gründete sich auch die erste Jenaer Laufgruppe, welche später in die Universität integriert wurde. Da die Jenaer Studenten gut am Rennsteiglauf abschlossen, wurde die Laufgruppe fest integriert. Die Jenaer veranstalteten dann erstmals 1977 den Kernberglauf als Pendant zum Rennsteiglauf mit zwei Strecken von 25 und 50 km. Er war bis 1989 dem Gedenken an den Jenaer kommunistischen Widerstandskämpfer Magnus Poser gewidmet; dessen Frau Lydia Poser war Schirmherrin.
Die 25-km-Strecke hielt sich im Wesentlichen noch bis heute und lief vom Fürstenbrunnen über den Johannisberg zur Lobdeburg und dann nach Drackendorf und zum Steinkreuz. Die 50-km-Strecke verlief anfangs über den Flugplatz Schöngleina und den Fuchsturm, wurde aber 1981 auf 40 km verkürzt.
1990 wurde die 40-km-Strecke aus dem Programm genommen. 1992 wurde eine kürzere Strecke von 13 km eingeführt, die seit dem darauffolgenden Jahr die bis heute unveränderte Länge von 15 km hat. 1994 wurde der Start- und Zielbereich in das neue Universitätssportzentrum in der Oberaue verlegt und der Hauptlauf auf 27 km verlängert.
Der Hauptlauf über 15 km ist seit 2002 aufgrund der engen Pfade im späteren Streckenverlauf auf 800 Teilnehmer begrenzt. Für die 27-km-Strecke gibt es noch kein Teilnehmerlimit. Beim 15-km-Lauf sind 250 Höhenmeter zu überwinden, bei dem 27-km-Lauf über 400 Höhenmeter.